# Challenger de Salzburgo 2021
El torneo ATP Salzburg Indoors 2021 fue un torneo profesional de tenis. Perteneció al ATP Challenger Series 2021. Se disputó en su 4ª edición sobre superficie tierra batida, en Salzburgo, Austria entre el 05 al el 11 de julio de 2021.

## Jugadores participantes del cuadro de individuales
| Favorito | País                 | Jugador                 | Rank1 | Posición en el torneo |
| -------- | -------------------- | ----------------------- | ----- | --------------------- |
| 1        | Bandera de Brasil    | Thiago Monteiro         | 81    | Primera ronda         |
| 2        | Bandera de Uruguay   | Pablo Cuevas            | 84    | Cuartos de final      |
| 3        | Bandera de Argentina | Federico Coria          | 87    | FINAL                 |
| 4        | Bandera de Argentina | Facundo Bagnis          | 92    | CAMPEÓN               |
| 5        | Bandera de España    | Roberto Carballés Baena | 100   | Segunda ronda         |
| 6        | Bandera de Japón     | Taro Daniel             | 103   | Primera ronda         |
| 7        | Bandera de Colombia  | Daniel Elahi Galán      | 112   | Primera ronda         |
| 8        | Bandera de España    | Carlos Taberner         | 113   | Segunda ronda         |

- 1 Se ha tomado en cuenta el ranking del 28 de junio de 2021.

### Otros participantes
Los siguientes jugadores recibieron una invitación (wild card), por lo tanto ingresan directamente al cuadro principal (WC):
- Jakob Aichhorn
- Peter Heller
- Maximilian Neuchrist

Los siguientes jugadores ingresan al cuadro principal tras disputar el cuadro clasificatorio (Q):
- Alexander Erler
- Nicolás Jarry
- Jiří Lehečka
- Denis Yevseyev

## Campeones

### Individual Masculino
- Facundo Bagnis derrotó en la final a  Federico Coria, 6–4, 3–6, 6–2

### Dobles Masculino
- Facundo Bagnis /  Sergio Galdós derrotaron en la final a  Robert Galloway /  Alex Lawson, 6–0, 6–3